# Promazina
La promazina (venduto con il nome commerciale Talofen) è un farmaco neurolettico del gruppo dei fenotiazinici, utilizzato nel trattamento delle psicosi.
Possiede anche azione antiemetica, analgesica e sedativa. 
Deve essere usato con precauzione in caso di cardiopatie, epatopatie e depressione del sistema nervoso centrale.